# Павлова-Багрійчук Тетяна Степанівна
Тетяна Павлова-Багрійчук (нар. 30 грудня 1982, Млинів, Рівненська область) — голова Луцької районної ради Волинської області з 9 травня 2024 року.

## Біографія
Тетяна Павлова-Багрійчук народилася 30 грудня 1982 року в селищі Млинів Рівненської області. У 2006 році здобула кваліфікацію бакалавра філології (перекладу) у Відкритому міжнародному університеті розвитку людини «Україна». У 2008—2018 роках займалася підприємницькою діяльністю у сфері туризму.

## Політична діяльність
Із 2013 року Тетяна Павлова-Багрійчук є членом Всеукраїнського об'єднання «Батьківщина». На місцевих виборах 2020 року очолювала список кандидатів від цієї партії на виборах депутатів Луцької районної ради та була обрана депутатом. Із грудня 2020 року перебувала на посаді заступника керівника виконавчого апарату Луцької районної ради, була головою постійної комісії з питань сільського господарства, продовольства, земельних відносин та очолювала фракцію ВО «Батьківщина» у раді.
У січні 2024 року Тетяна Павлова-Багрійчук була нагороджена Подякою Голови Верховної Ради України.
9 травня 2024 року на позачерговій сесії Луцької районної ради після відсторонення судом попереднього керівника Тетяна Павлова-Багрійчук була обрана головою ради.